# Glossostelma mbisiense
Glossostelma mbisiense är en oleanderväxtart som beskrevs av D.J. Goyder. Glossostelma mbisiense ingår i släktet Glossostelma och familjen oleanderväxter. Inga underarter finns listade i Catalogue of Life.